# 伯明翰狱中书信
伯明翰狱中书信是马丁·路德·金1963年在阿拉巴马州伯明翰牢房中写出的著名书信。这封信是对要求他停止游行示威的白人牧师的回应。在这封信中，金号召抗议群众继续斗争，寻求法律途径来变革社会。金指出种族主义的危机迫在眉睫，而现行制度根深蒂固：“我们亲历的苦难告诉我们，压迫者永远不会自愿给予被压迫者以自由，自由是需要被压迫者去争取的。”金还说波士顿倾茶事件就代表了一个大规模的抵抗殖民主义的行为，是“不合法”的公民不服从行为；金也指出，從不同觀點出發“希特勒在德国所做的一切都是‘合法’的”。金还表示他对温和派白人以及不敢对抗不公正制度的牧师感到失望：
非常遗憾，在黑人迈向自由的道路上，他们的绊脚石不是白人公民议会或是三K党，而是白人的温和派。他们奉行的是所谓的“秩序”，而非公正；他们选择要没有紧张气氛的消极的太平，而不要公正的积极的太平。他们总是说：“我理解你们所追求的目标，但我们不同意你们采用直接行动的方式”；他们主观地认为自己可以为他人的自由设定一个时间表；他们生活在虚幻的时间概念里，还不停地要求黑人再等待一个“更加方便的季節”。